# I liga polska w piłce siatkowej kobiet (1978/1979)
I liga polska w piłce siatkowej kobiet 1978/1979 – 43. edycja rozgrywek o mistrzostwo polski w piłce siatkowej kobiet.

## Drużyny uczestniczące
| | I liga 1978/1979       |   |      |
| --- | ---------------------- | - | ---- |
| SŁU | Czarni Słupsk          | 1 | PEMK |
| ŁÓD | Start Łódź             | 2 | PEZP |
| MIL | Płomień Milowice       | 3 |      |
| KRA | Wisła Kraków           | 4 |      |
| BIE | BKS Stal Bielsko-Biała | 5 |      |
| KAT | Kolejarz Katowice      | 6 |      |
| WAR | AZS AWF Warszawa       | 7 |      |
| GDA | Spójnia Gdańsk         | 8 |      |
| | Awans z II ligi        |   |      |
| ŚWI | Polonia Świdnica       |   |      |
| GDA | Gedania Gdańsk         |   |      |
| Oznaczenia: - kolumna pierwsza – skróty nazw drużyn wpisane na mapie (jeśli ta została zamieszczona), - kolumna trzecia – miejsce zajęte przez daną drużynę w poprzednim sezonie. |                        |   |      |

## Rozgrywki

### Runda zasadnicza
Tabela
| Lp. | Drużyna                | Pkt | Mecze | Mecze | Mecze | Sety | Sety | Sety  |
| Lp. | Drużyna                | Pkt | M     | W     | P     | wyg. | prz. | ratio |
| --- | ---------------------- | --- | ----- | ----- | ----- | ---- | ---- | ----- |
| 1   | Płomień Milowice       | 32  | 18    | 14    | 4     | 48   | 25   | 1.920 |
| 2   | Czarni Słupsk          | 31  | 18    | 13    | 5     | 47   | 25   | 1.880 |
| 3   | Start Łódź             | 31  | 18    | 13    | 5     | 43   | 28   | 1.536 |
| 4   | BKS Stal Bielsko-Biała | 30  | 18    | 12    | 6     | 45   | 30   | 1.500 |
| 5   | Spójnia Gdańsk         | 30  | 18    | 12    | 6     | 41   | 31   | 1.323 |
| 6   | AZS AWF Warszawa       | 27  | 18    | 9     | 9     | 37   | 39   | 0.949 |
| 7   | Kolejarz Katowice      | 24  | 18    | 6     | 12    | 33   | 44   | 0.750 |
| 8   | Wisła Kraków           | 23  | 18    | 5     | 13    | 31   | 46   | 0.674 |
| 9   | Polonia Świdnica       | 23  | 18    | 5     | 13    | 27   | 43   | 0.628 |
| 10  | Gedania Gdańsk         | 19  | 18    | 1     | 17    | 12   | 53   | 0.226 |

     grupa mistrzowska
     grupa spadkowa

## Klasyfikacja końcowa
| Miejsce | Drużyna                |
| ------- | ---------------------- |
| 1.      | Płomień Milowice       |
| 2.      | Czarni Słupsk          |
| 3.      | Start Łódź             |
| 4.      | BKS Stal Bielsko-Biała |
| 5.      | Spójnia Gdańsk         |
| 6.      | AZS AWF Warszawa       |
| 7.      | Kolejarz Katowice      |
| 8.      | Wisła Kraków           |
| 9.      | Polonia Świdnica       |
| 10.     | Gedania Gdańsk         |

     spadek do II ligi